# Симонова, Екатерина Викторовна
Екатери́на Ви́кторовна Си́монова (род. 7 июня 1977, Нижний Тагил, Свердловская область, РСФСР, СССР) — российский поэт.

## Биография
Родилась в 1977 году в Нижнем Тагиле. Окончила филологический факультет Нижнетагильского педагогического института (1994—1999).
Ученица поэта и педагога Евгения Туренко, является одной из участниц нижнетагильской поэтической школы, к которой также относились Алексей Сальников, Елена Сунцова, Руслан Комадей, Елена Баянгулова, Наталия Стародубцева, Вита Корнева, Татьяна Титова, Елена Михеева, Ольга Мехоношина и другие.
Неоднократно становилась лауреатом фестиваля актуальной поэзии Урала и Сибири «Новый Транзит». Победитель турнира поэтов «Естественный отбор» (Екатеринбург, 2002), Большого уральского поэтического слэма (Екатеринбург, 2009). Лауреат премии журнала «Урал» за 2014 год в номинации «Поэзия». Финалист премии «Московский наблюдатель» (2017). Лауреат премии «Поэзия» в номинации «Поэзия» (2019). Короткий список премии Андрея Белого (2020). Лауреат премии журнала «Новый мир» Anthologia (2020).
Стихи публиковались в журналах и альманахах «Воздух», «Новый мир», «Волга», «Новый Берег», «Уральская новь», «Урал», «Транзит-Урал», «Плавмост», «Homo Legens», «Вещь», «Цирк Олимп + ТV», «Артикуляция» и других, на сайте «Полутона», в антологиях «Современная уральская поэзия: 1997—2003», «Современная уральская поэзия: 2004—2011», «Современная уральская поэзия: 2012—2018».
С 2019 года работает в Свердловской областной универсальной научной библиотеке им. В. Г. Белинского.
Куратор Туренковских чтений (2015—2016), один из кураторов (вместе с Лелей Собениной) серии екатеринбургских поэтических чтений «Стихи о …», куратор поэтической серии InВерсия, технический координатор Всероссийской литературно-критической премии «Неистовый Виссарион».

## Творчество
Илья Кукулин о стихах Симоновой: «Пожалуй, самое важное, о чем говорят стихи Симоновой: от холода невозможно укрыться даже рядом с любимым человеком <…> или в кругу близких людей. Любая связь с другим человеком изначально случайна, и поэтому люди связаны друг с другом ненадежными, непредсказуемыми, часто болезненными отношениями. Героиня стихотворений Симоновой (вероятно, не всегда одна и та же) слегка насмешливо относится к этим другим и еще насмешливее — к себе. <…> Возможность обратиться к читателю так, как если бы ты с ним идешь из гостей — достойная задача для поэзии. Особенно если ты говоришь о хрупкости мира, и нужно посплетничать так, чтобы ничего не разрушить».
Ольга Седакова в своём предисловии к книге «Елена. Яблоко и рука» пишет следующее. «В стихах безвременья, говорит Екатерина Симонова, никто не живет. В них живет русский язык, пережидая молчание времени. Его на короткий момент нарушает голос чужой и чистый, собственный голос, услышанный (хочется сказать: увиденный) со стороны.<…> Чужой и чистый голос, который не хочет отпустить уходящее в ничто, и есть, по-моему, голос поэзии».

## Книги
1. «Быть мальчиком». — НТ.: Объединение «Союз», 2004. — 72 с.
2. «Сад со льдом». — М.: "Русский Гулливе"р, 2011.
3. «Гербарий». — NY: Ailuros Publishing, 2011.
4. «Время». — NY: Stosvet Press, 2012.
5. «Елена. Яблоко и рука». — NY: Ailuros Publishing, 2015.
6. «Два ее единственных платья». — М.: «Новое литературное обозрение», 2020. — 184 с.

## Интервью
1. Беседа с Линор Горалик в журнале поэзии «Воздух». 2019, № 39[8].
2. Интервью в журнале «Формаслов», 2021[9]